# Сент-Женевьев (Мёрт и Мозель)
Сент-Женевье́в (фр. Sainte-Geneviève) — коммуна во французском департаменте Мёрт и Мозель, региона Лотарингия. Относится к  кантону Понт-а-Муссон.

## География
Сент-Женевьев расположен  в 21 км к северу от Нанси и 29 км к югу от Меца. Соседние коммуны: Безомон, Виль-о-Валь и Ландремон на юге, Луази на западе.

## История
При Сент-Женевьев шли тяжёлые бои во время Первой мировой войны в 1914-1918 годах, в результате которых деревня была разрушена.

## Демография
Население коммуны на 2010 год составляло 188 человек.
| 1962 | 1968 | 1975 | 1982 | 1990 | 1999 | 2010 |
| ---- | ---- | ---- | ---- | ---- | ---- | ---- |
| 130  | 124  | 115  | 123  | 144  | 157  | 188  |